# Albert R. Henry

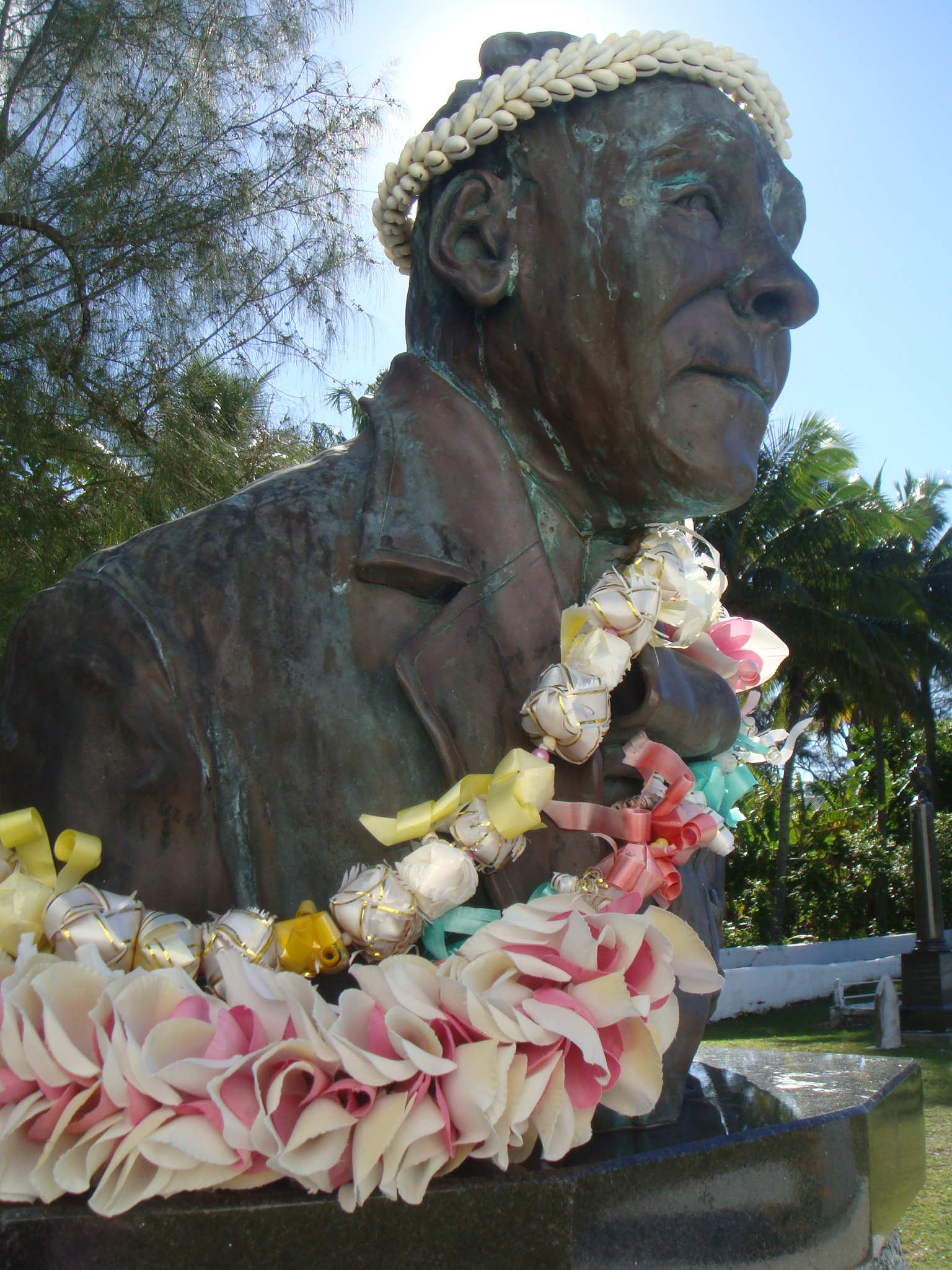
Büste von Albert Henry bei seinem Grab in Avarua, Rarotonga (2010)

Albert Royle Henry (* 11. Juni 1907 in Aitutaki, Cookinseln; † 2. Januar 1981 in Rarotonga, Cookinseln) war ein Politiker der Cookinseln.

## Biografie
Nachdem am 4. August 1965 Selbstverwaltung in freier Assoziierung mit Neuseeland zugestanden wurde, wurde Henry als Vorsitzender der Cook Islands Party erster Premier der Cookinseln. Bei den vier darauffolgenden Wahlen wurde Henry als Premier bestätigt. 1978 wurde er jedoch abgesetzt und anschließend wegen Wahlbetrugs und Korruption angeklagt. 1979 erklärte er sich für schuldig und wurde darauf mit einem Politikverbot von drei Jahren belegt. Nach einem Berufungsverfahren wurde dieses Verbot jedoch aufgehoben.
Am 11. April 1980 wurde ihm die 1974 durch Königin Elisabeth II. verliehene Ritterwürde als Knight Commander des Order of the British Empire aberkannt.
Henry war ein Cousin von Geoffrey Henry, der 1983 sowie 1989 bis 1999 Premier der Cookinseln war.